# Nikola Mektić
Nikola Mektić (Zagreb, 24 de desembre de 1988) és un tennista professional croat, especialitzat principalment en els dobles, que participa en els torneigs de l'ATP.
El 6 de maig de 2013 va aconseguir arribar al número 213 del rànquing individual. mentre que en dobles arribà al número 2 l'any 2021. Ha guanyat setze títols de dobles masculins destacant el Grand Slam de Wimbledon amb el seu compatriota Mate Pavić, i també va guanyar l'Open d'Austràlia en dobles mixts junt a Barbora Krejčíková. També va guanyar la Copa Davis 2018 amb l'equip croat malgrat que no va disputar la final.

## Biografia
Fill de Mirko Mektić i Višnja. Va començar a jugar a tennis amb sis anys junt al seu germà gran Luka.

## Torneigs de Grand Slam

### Dobles masculins: 3 (1−2)
| Resultat  | Núm. | Any  | Torneig   | Parella        | Oponents                           | Marcador                         |
| --------- | ---- | ---- | --------- | -------------- | ---------------------------------- | -------------------------------- |
| Finalista | 1.   | 2020 | US Open   | Wesley Koolhof | Mate Pavić Bruno Soares            | 5−7, 3−6                         |
| Guanyador | 1.   | 2021 | Wimbledon | Mate Pavić     | Marcel Granollers Horacio Zeballos | 6−4, 7−6(5), 2−6, 7−5            |
| Finalista | 2.   | 2022 | Wimbledon | Mate Pavić     | Matthew Ebden Max Purcell          | 6−7(5), 7−6(3), 6−4, 4−6, 6−7(2) |

### Dobles mixts: 2 (1−1)
| Resultat  | Núm. | Any  | Torneig          | Parella            | Oponents                           | Marcador         |
| --------- | ---- | ---- | ---------------- | ------------------ | ---------------------------------- | ---------------- |
| Finalista | 1.   | 2018 | US Open          | Alicja Rosolska    | Bethanie Mattek-Sands Jamie Murray | 6−2, 3−6, [9−11] |
| Guanyador | 1.   | 2020 | Open d'Austràlia | Barbora Krejčíková | Bethanie Mattek-Sands Jamie Murray | 5−7, 6−4, [10−1] |

## Jocs Olímpics

### Dobles masculins
| Any  | Campionat                   | Parella    | Oponents               | Resultat         |
| ---- | --------------------------- | ---------- | ---------------------- | ---------------- |
| 2020 | Jocs Olímpics, Tòquio, Japó | Mate Pavić | Marin Čilić Ivan Dodig | 6−4, 3−6, [10−6] |

## Palmarès

### Dobles masculins: 49 (31−18)
| Llegenda                           |
| ---------------------------------- |
| Grand Slams (1−2)                  |
| Jocs Olímpics Or (1)               |
| ATP Finals (1−1)                   |
| ATP World Tour Masters 1000 (10−2) |
| ATP World Tour 500 (4−5)           |
| ATP World Tour 250 (14−8)          |

| Títols per superfície |
| --------------------- |
| Dura (17−10)          |
| Gespa (6−3)           |
| Terra batuda (8−5)    |

| Resultat  | Núm. | Data                   | Torneig                         | Superfície   | Parella          | Oponents                             | Marcador                         |
| --------- | ---- | ---------------------- | ------------------------------- | ------------ | ---------------- | ------------------------------------ | -------------------------------- |
| Finalista | 1.   | 24 de juliol de 2016   | Umag, Croàcia                   | Terra batuda | Antonio Šančić   | Martin Kližan David Marrero          | 4−6, 2−6                         |
| Guanyador | 2.   | 19 de febrer de 2017   | Memphis, Estats Units           | Dura (i)     | Brian Baker      | Ryan Harrison Steve Johnson          | 6−3, 6−4                         |
| Guanyador | 2.   | 30 d'abril de 2017     | Budapest, Hongria               | Dura         | Brian Baker      | J.S. Cabal Robert Farah              | 7−6(2), 6−4                      |
| Finalista | 2.   | 1 d'octubre de 2017    | Shenzhen, Xina                  | Dura         | Nicholas Monroe  | Alexander Peya Rajeev Ram            | 3−6, 2−6                         |
| Finalista | 3.   | 11 de febrer de 2018   | Sofia, Bulgària                 | Dura (i)     | Alexander Peya   | Robin Haase Matwé Middelkoop         | 7−5, 4−6, [4−10]                 |
| Finalista | 4.   | 25 de febrer de 2018   | Rio de Janeiro, Brasil          | Terra batuda | Alexander Peya   | David Marrero Fernando Verdasco      | 7−5, 5−7, [8−10]                 |
| Guanyador | 3.   | 15 d'abril de 2018     | Marràqueix, Marroc              | Terra batuda | Alexander Peya   | Benoît Paire É. Roger-Vasselin       | 7−5, 3−6, [10−7]                 |
| Finalista | 5.   | 6 de maig de 2018      | Múnic, Alemanya                 | Terra batuda | Alexander Peya   | Ivan Dodig Rajeev Ram                | 3−6, 5−7                         |
| Guanyador | 4.   | 13 de maig de 2018     | Madrid, Espanya                 | Terra batuda | Alexander Peya   | Bob Bryan Mike Bryan                 | 5−3, retirada                    |
| Guanyador | 5.   | 10 de febrer de 2019   | Sofia                           | Dura (i)     | Jürgen Melzer    | Hsieh Cheng-peng Christopher Rungkat | 6−2, 4−6, [10−2]                 |
| Guanyador | 6.   | 17 de març de 2019     | Indian Wells, Estats Units      | Dura         | Horacio Zeballos | Łukasz Kubot Marcelo Melo            | 4−6, 6−4, [10−3]                 |
| Guanyador | 7.   | 21 d'abril de 2019     | Montecarlo, Mònaco              | Terra batuda | Franko Škugor    | Robin Haase Wesley Koolhof           | 6−7(3), 7−6(3), [11−9]           |
| Finalista | 6.   | 6 d'octubre de 2019    | Tòquio, Japó                    | Dura         | Franko Škugor    | Nicolas Mahut É. Roger-Vasselin      | 6−7(7), 4−6                      |
| Finalista | 7.   | 23 de febrer de 2020   | Marsella, França                | Dura (i)     | Wesley Koolhof   | Nicolas Mahut Vasek Pospisil         | 3−6, 4−6                         |
| Finalista | 8.   | 10 de setembre de 2020 | US Open, Estats Units           | Dura         | Wesley Koolhof   | Mate Pavić Bruno Soares              | 5−7, 3−6                         |
| Guanyador | 8.   | 22 de novembre de 2020 | ATP Finals, Londres, Regne Unit | Dura (i)     | Wesley Koolhof   | Jürgen Melzer É. Roger-Vasselin      | 6−2, 3−6, [10−5]                 |
| Guanyador | 9.   | 12 de gener de 2021    | Antalya, Turquia                | Dura         | Mate Pavić       | Ivan Dodig Filip Polášek             | 6−2, 6−4                         |
| Guanyador | 10.  | 7 de febrer de 2021    | Melbourne, Austràlia            | Dura         | Mate Pavić       | Jérémy Chardy Fabrice Martin         | 6−7(4), 7−5, [10−7]              |
| Guanyador | 11.  | 7 de març de 2021      | Rotterdam, Països Baixos        | Dura (i)     | Mate Pavić       | Kevin Krawietz Horia Tecău           | 7−6(7), 6−2                      |
| Finalista | 9.   | 20 de març de 2021     | Dubai, Emirats Àrabs Units      | Dura         | Mate Pavić       | J.S. Cabal Robert Farah              | 6−7(0), 6−7(4)                   |
| Guanyador | 12.  | 3 d'abril de 2021      | Miami, Estats Units             | Dura         | Mate Pavić       | Dan Evans Neal Skupski               | 6−4, 6−4                         |
| Guanyador | 13.  | 18 d'abril de 2021     | Montecarlo (2)                  | Terra batuda | Mate Pavić       | Dan Evans Neal Skupski               | 6−3, 4−6, [10−7]                 |
| Finalista | 10.  | 9 de maig de 2021      | Madrid                          | Terra batuda | Mate Pavić       | Marcel Granollers Horacio Zeballos   | 6−1, 3−6, [8−10]                 |
| Guanyador | 14.  | 16 de maig de 2021     | Roma, Itàlia                    | Terra batuda | Mate Pavić       | Rajeev Ram Joe Salisbury             | 6−4, 7−6(4)                      |
| Guanyador | 15.  | 26 de juny de 2021     | Eastbourne, Regne Unit          | Gespa        | Mate Pavić       | Rajeev Ram Joe Salisbury             | 6−4, 6−3                         |
| Guanyador | 16.  | 10 de juliol de 2021   | Wimbledon, Regne Unit           | Gespa        | Mate Pavić       | Marcel Granollers Horacio Zeballos   | 6−4, 7−6(5), 2−6, 7−5            |
| Guanyador | 17.  | 1 d'agost de 2021      | Jocs Olímpics, Tòquio, Japó     | Dura         | Mate Pavić       | Marin Čilić Ivan Dodig               | 6−4, 3−6, [10−6]                 |
| Finalista | 11.  | 15 d'agost de 2021     | Toronto, Canadà                 | Dura         | Mate Pavić       | Rajeev Ram Joe Salisbury             | 3−6, 6−4, [3−10]                 |
| Finalista | 12.  | 23 d'abril de 2021     | Belgrad, Sèrbia                 | Terra batuda | Mate Pavić       | Ariel Behar Gonzalo Escobar          | 2−6, 6−3, [7−10]                 |
| Guanyador | 18.  | 15 de maig de 2022     | Roma (2)                        | Terra batuda | Mate Pavić       | John Isner Diego Schwartzman         | 6−2, 6−7(6), [12−10]             |
| Guanyador | 19.  | 21 de maig de 2022     | Ginebra, Suïssa                 | Terra batuda | Mate Pavić       | Pablo Andújar Matwé Middelkoop       | 2−6, 6−2, [10−3]                 |
| Guanyador | 20.  | 19 de juny de 2022     | Londres, Regne Unit             | Gespa        | Mate Pavić       | Lloyd Glasspool Harri Heliövaara     | 3−6, 7−6(3), [10−6]              |
| Guanyador | 21.  | 24 de juny de 2022     | Eastbourne (2)                  | Gespa        | Mate Pavić       | Matwé Middelkoop Luke Saville        | 6−4, 6−2                         |
| Finalista | 13.  | 9 de juliol de 2022    | Wimbledon                       | Gespa        | Mate Pavić       | Matthew Ebden Max Purcell            | 6−7(5), 7−6(3), 6−4, 4−6, 6−7(2) |
| Guanyador | 22.  | 9 d'octubre de 2022    | Nursultan, Kazakhstan           | Dura (i)     | Mate Pavić       | Adrian Mannarino Fabrice Martin      | 6−4, 6−2                         |
| Finalista | 14.  | 20 de novembre de 2022 | ATP Finals, Torí, Itàlia        | Dura (i)     | Mate Pavić       | Rajeev Ram Joe Salisbury             | 6−7(4), 4−6                      |
| Guanyador | 23.  | 15 de gener de 2023    | Auckland, Nova Zelanda          | Dura         | Mate Pavić       | Nathaniel Lammons Jackson Withrow    | 6−4, 6−7(5), [10−6]              |
| Guanyador | 24.  | 19 de juny de 2023     | Stuttgart, Alemanya             | Gespa        | Mate Pavić       | Kevin Krawietz Tim Pütz              | 7−6(2), 6−3                      |
| Guanyador | 25.  | 1 de juliol de 2023    | Eastbourne (3)                  | Gespa        | Mate Pavić       | Ivan Dodig Austin Krajicek           | 6−4, 6−2                         |
| Finalista | 15.  | 11 de novembre de 2023 | Sofia (2)                       | Dura (i)     | Julian Cash      | Gonzalo Escobar Aleksandr Nedovyesov | 3−6, 6−3, [11−13]                |
| Guanyador | 26.  | 13 de gener de 2024    | Auckland (2)                    | Dura         | Wesley Koolhof   | Marcel Granollers Horacio Zeballos   | 6−3, 6−7(5), [10−7]              |
| Guanyador | 27.  | 18 de febrer de 2024   | Rotterdam (2)                   | Dura (i)     | Wesley Koolhof   | Robin Haase Botic van de Zandschulp  | 6−3, 7−5                         |
| Guanyador | 28.  | 16 de març de 2024     | Indian Wells (2)                | Dura         | Wesley Koolhof   | Marcel Granollers Horacio Zeballos   | 7−6(2), 7−6(4)                   |
| Finalista | 16.  | 16 de juny de 2024     | 's-Hertogenbosch, Països Baixos | Gespa        | Wesley Koolhof   | Nathaniel Lammons Jackson Withrow    | 6−7(5), 6−7(3)                   |
| Guanyador | 29.  | 13 d'octubre de 2024   | Xangai, Xina                    | Dura         | Wesley Koolhof   | Máximo González Andrés Molteni       | 6−4, 6−4                         |
| Finalista | 17.  | 27 d'octubre de 2024   | Basilea, Suïssa                 | Dura (i)     | Wesley Koolhof   | Jamie Murray John Peers              | 3−6, 5−7                         |
| Guanyador | 30.  | 3 de novembre de 2024  | París, França                   | Dura (i)     | Wesley Koolhof   | Lloyd Glasspool Adam Pavlásek        | 3−6, 6−3, [10−5]                 |
| Guanyador | 31.  | 11 de gener de 2025    | Auckland (3)                    | Dura         | Michael Venus    | Christian Harrison Rajeev Ram        | Renúncia                         |
| Finalista | 18.  | 22 de juny de 2025     | Londres                         | Gespa        | Michael Venus    | Julian Cash Lloyd Glasspool          | 3−6, 7−6(3), [6−10]              |

#### Períodes com a número 1
| Núm. | Predecessor | Dates                   | Successor  | Setmanes | Acumulat |
| ---- | ----------- | ----------------------- | ---------- | -------- | -------- |
| 1.   | Mate Pavić  | 18/10/2021 − 07/11/2021 | Mate Pavić | 3        | 3        |

### Dobles mixts: 2 (1−1)
| Resultat  | Núm. | Data                  | Torneig                     | Superfície | Parella            | Oponents                           | Marcador         |
| --------- | ---- | --------------------- | --------------------------- | ---------- | ------------------ | ---------------------------------- | ---------------- |
| Finalista | 1.   | 9 de setembre de 2018 | US Open, Estats Units       | Dura       | Alicja Rosolska    | Bethanie Mattek-Sands Jamie Murray | 6−2, 3−6, [9−11] |
| Guanyador | 1.   | 2 de febrer de 2020   | Open d'Austràlia, Austràlia | Dura       | Barbora Krejčíková | Bethanie Mattek-Sands Jamie Murray | 5−7, 6−4, [10−1] |

### Equips: 1 (0−1)
| Resultat  | Núm. | Data                  | Torneig                    | Superfície | Equip                                             | Oponents                                                                       | Marcador |
| --------- | ---- | --------------------- | -------------------------- | ---------- | ------------------------------------------------- | ------------------------------------------------------------------------------ | -------- |
| Finalista | 1.   | 5 de desembre de 2021 | Davis Cup, Madrid, Espanya | Dura (i)   | Marin Čilić Borna Gojo Mate Pavić Nino Serdarušić | Ievgueni Donskoi Aslan Karatsev Karén Khatxànov Daniïl Medvédev Andrei Rubliov | 0−2      |

## Trajectòria

### Dobles masculins
| Open d'Austràlia | A    | A   | A   | A           | A           | A           | A   | A           | A           | A           | A   | 3R          | 2R          | 3R          | 2R          | SF    | 2R | 2R | 3R | 0 / 8     | 14 – 8    |
| Roland Garros | A    | A   | A   | A           | A           | A           | A   | A           | A           | A           | A   | 1R          | SF          | 1R          | SF          | A     | 3R | 1R |    | 0 / 6     | 10 – 6    |
| Wimbledon | A    | A   | A   | A           | A           | A           | A   | A           | A           | A           | 1R  | SF          | 3R          | 3R          | NC          | G     | F  | 3R |    | 1 / 7     | 21 – 6    |
| US Open | A    | A   | A   | A           | A           | A           | A   | A           | A           | A           | A   | 1R          | 3R          | 2R          | F           | 1R    | QF | 2R |    | 0 / 7     | 11 – 7    |
| Jocs Olímpics | NC   | NC  | A   | No celebrat | No celebrat | No celebrat | A   | No celebrat | No celebrat | No celebrat | A   | No celebrat | No celebrat | No celebrat | No celebrat | G     | NC | NC |    | 1 / 1     | 5 − 0     |
| ATP Finals | A    | A   | A   | A           | A           | A           | A   | A           | A           | A           | A   | A           | RR          | A           | G           | SF    | F  | A  |    | 1 / 4     | 10 – 6    |
| Total Victòries−Derrotes                                                                                                   | 0−1  | 0−0 | 0−1 | 0−1         | 0−0         | 0−1         | 0−0 | 0−1         | 0−1         | 0−1         | 4−5 | 34−26       | 45−26       | 34−26       | 26−14       | 65−13 |    |    |    | 209 – 119 | 209 – 119 |
| Rànquing a final d'any | 1430 | 755 | 517 | 442         | 265         | 670         | 236 | 261         | 276         | 177         | 74  | 32          | 13          | 15          | 8           | 2     | 8  |    |    |           |           |
| Llegenda: G: Guanyador; F: Finalista; SF: Semifinalista; QF: Quarts de final; Q: Qualificació; A: Absent; RR: Round Robin; |      |     |     |             |             |             |     |             |             |             |     |             |             |             |             |       |    |    |    |           |           |

### Dobles mixts
| Torneig | 2016 | 2017 | 2018 | 2019 | 2020 | 2021 | 2022 | 2023 | Títols | V − D |
| --- | ---- | ---- | ---- | ---- | ---- | ---- | ---- | ---- | ------ | ----- |
| Open d'Austràlia | A    | A    | A    | 1R   | G    | 1R   |      | 2R   | 1 / 4  | 6 – 4 |
| Roland Garros | A    | 1R   | 2R   | QF   | NC   | A    |      |      | 0 / 3  | 3 – 3 |
| Wimbledon | A    | 3R   | 3R   | 3R   | NC   | A    |      | 2R   | 0 / 4  | 7 – 4 |
| US Open | A    | 2R   | F    | 1R   | NC   | A    | 1R   |      | 0 / 4  | 5 – 4 |
| Llegenda: G: Guanyador; F: Finalista; SF: Semifinalista; QF: Quarts de final; Q: Qualificació; A: Absent; RR: Round Robin; |      |      |      |      |      |      |      |      |        |       |

## Guardons
- ATP Doubles Team of the Year: 2021 (amb Mate Pavić[2])